# Борисенко, Юлия Олеговна
Юлия Олеговна Борисенко (бел. Юлія Алегаўна Барысенка; 4 марта 1990, Таллин — 23 июля 2018, Кобринский район, Брестская область) — белорусская футболистка, игравшая на позиции защитника. В составе трех клубов участвовала в женской Лиге Чемпионов УЕФА — ЖФК «Зорка-БДУ», «Рязань-ВДВ» и ЖФК «Минск».

## Карьера
В 2005 году играла в дублирующем составе клуба Университет-Двина, привлекалась к матчам основной команды. Летом 2005 года перешла в состав Текстильщик (Орша). С 2010 года по 2011 год играла в составе ЖФК «Зорка-БДУ». В составе этого клуба завоевала Кубок Беларуси 2010 года, в результате получила возможность участвовать в квалификационных матчах женской Лиги Чемпионов УЕФА 2010/2011. Отыграла полное время на двух матчах против норвежского клуба Рёа. Провела за Зорку БДУ два сезона, в течение которых заработала десять жёлтых карточек. В конце августа 2011 года перешла в российский клуб «Рязань-ВДВ», за который играла до конца 2012 года, заработала три жёлтых карточки.
В начале 2013 года на правах аренды перешла в ЖФК «Дончанка» (Азов), за который провела одиннадцать игр, заработала одну жёлтую карточку. Летом 2013 года вернулась в «Рязань-ВДВ», в котором до конца сезона 2013 года провела четыре матча. Стала чемпионкой России сезона 2013/2014 года. В течение 2014 года в основе клуба не играла. На матче женской Лиги Чемпионов УЕФА против шведского «Русенгорд» 8 октября 2014 года осталась на скамейке запасных.
В 2015 году вернулась в Белоруссию, где выступала в ЖФК «Минск» на позиции полузащитника. В сезонах 2016 и 2017 годов продолжила выступать в составе ЖФК «Минск» на позиции защитника. Регулярно вызывалась в сборную Беларуси. Была капитаном команды на своей последней игре. Впервые выступила за молодёжную сборную 27 сентября 2007 года в первом отборочном раунде Чемпионата Европы против сборной Сербии.

## Достижения
Зорка-БДУ
Победитель
- Кубок Беларуси по футболу среди женщин: 2010
- Женский Суперкубок Беларуси по футболу: 2010

Рязань-ВДВ
Победитель
- Чемпионат России по футболу среди женщин: 2013
- Суперкубок России: 2013
- Кубок России по футболу среди женщин: 2014

«Минск»
Победитель
- Чемпионат Беларуси по футболу среди женщин: 2015, 2016, 2017
- Кубок Беларуси по футболу среди женщин: 2015, 2016, 2017
- Женский Суперкубок Беларуси по футболу: 2015, 2016

## Смерть
Борисенко скончалась 23 июля 2018 года. 22 июля она отправилась с подругами отдохнуть на озеро Каташи (Кобринский район, Беларусь). По словам тренера, Юлия обычно не плавала и даже не купалась, но тогда решила искупнуться с двумя подругами. Когда подруги вышли на берег, Юлии с ними уже не было. Вызвали спасателей и милицию, но найти Юлию не удавалось. Более опытная поисковая группа через 6-7 часов обнаружила тело Юлии на расстоянии 50 метров от места, в котором девушки выбегали из воды на берег. Похороны проходили в городе Калинковичи.

## Статистика

### Клубная
| Клуб               | Сезон            | Лига | Лига | Кубки | Кубки | Еврокубки | Еврокубки | Итого | Итого |
| Клуб               | Сезон            | Игры | Голы | Игры  | Голы  | Игры      | Голы      | Игры  | Голы  |
| ------------------ | ---------------- | ---- | ---- | ----- | ----- | --------- | --------- | ----- | ----- |
| Университет-Двина  | 2005             | 3    | 0    | 1     | 0     | 0         | 0         | 4     | 0     |
| Текстильщик (Орша) | 2005             | 2    | 0    | 0     | 0     | 0         | 0         | 2     | 0     |
| Зорка-БДУ          | 2010             | 22   | 3    | 6     | 0     | 2         | 0         | 30    | 3     |
| Зорка-БДУ          | 2011             | 19   | 7    | 6     | 0     | 0         | 0         | 25    | 7     |
| Зорка-БДУ          | Итого            | 41   | 10   | 12    | 0     | 2         | 0         | 55    | 10    |
| Рязань-ВДВ         | 2011/12          | 13   | 0    | 0     | 0     | 0         | 0         | 13    | 0     |
| Рязань-ВДВ         | 2012/13          | 1    | 0    | 0     | 0     | 0         | 0         | 1     | 0     |
| Рязань-ВДВ         | Итого            | 14   | 0    | 0     | 0     | 0         | 0         | 14    | 0     |
| Дончанка (Азов)    | 2012/13          | 11   | 0    | 0     | 0     | 0         | 0         | 11    | 0     |
| Рязань-ВДВ         | 2013             | 4    | 0    | 0     | 0     | 0         | 0         | 4     | 0     |
| Минск              | 2015             | 19   | 3    | 4     | 0     | 5         | 0         | 28    | 3     |
| Минск              | 2016             | 17   | 2    | 5     | 2     | 4         | 0         | 26    | 4     |
| Минск              | 2017             | 16   | 2    | 6     | 0     | 4         | 1         | 26    | 3     |
| Минск              | Итого            | 52   | 7    | 15    | 2     | 13        | 1         | 80    | 10    |
| Зорка-БДУ          | 2018             | 12   | 6    | 3     | 0     | 0         | 0         | 15    | 6     |
| Всего за карьеру   | Всего за карьеру | 139  | 23   | 31    | 2     | 15        | 1         | 185   | 25    |

### В сборной
| Матчи и гол Борисенко за женскую сборную Беларуси | Матчи и гол Борисенко за женскую сборную Беларуси | Матчи и гол Борисенко за женскую сборную Беларуси | Матчи и гол Борисенко за женскую сборную Беларуси | Матчи и гол Борисенко за женскую сборную Беларуси | Матчи и гол Борисенко за женскую сборную Беларуси | Матчи и гол Борисенко за женскую сборную Беларуси |
| ------------------------------------------------- | ------------------------------------------------- | ------------------------------------------------- | ------------------------------------------------- | ------------------------------------------------- | ------------------------------------------------- | ------------------------------------------------- |
| №                                                 | Дата                                              | Место проведения                                  | Оппонент                                          | Счёт                                              | Голы                                              | Соревнование                                      |
| 1                                                 | 25 октября 2009                                   | Куманово                                          | Македония                                         | 6-1                                               | -                                                 | Отборочные матчи ЧМ-2011                          |
| 2                                                 | 21 ноября 2009                                    | Гаага                                             | Нидерланды                                        | 1-1                                               | -                                                 | Отборочные матчи ЧМ-2011                          |
| 3                                                 | 30 марта 2010                                     | Гродно                                            | Норвегия                                          | 0-5                                               | -                                                 | Отборочные матчи ЧМ-2011                          |
| 4                                                 | 28 апреля 2010                                    | Молодечно                                         | Македония                                         | 6-0                                               | -                                                 | Отборочные матчи ЧМ-2011                          |
| 5                                                 | 19 июня 2010                                      | Злате-Моравце                                     | Словакия                                          | 2-0                                               | -                                                 | Отборочные матчи ЧМ-2011                          |
| 6                                                 | 19 июня 2010                                      | Шиен                                              | Норвегия                                          | 0-3                                               | -                                                 | Отборочные матчи ЧМ-2011                          |
| 7                                                 | 21 августа 2010                                   | Молодечно                                         | Нидерланды                                        | 0-4                                               | -                                                 | Отборочные матчи ЧМ-2011                          |
| 8                                                 | 25 августа 2010                                   | Молодечно                                         | Словакия                                          | 2-0                                               | -                                                 | Отборочные матчи ЧМ-2011                          |
| 9                                                 | 25 августа 2011                                   | Молодечно                                         | Словакия                                          | 2-1                                               | -                                                 | Отборочные матчи ЧЕ-2013                          |
| 10                                                | 27 октября 2011                                   | Молодечно                                         | Финляндия                                         | 2-2                                               | -                                                 | Отборочные матчи ЧЕ-2013                          |
| 11                                                | 19 ноября 2011                                    | Сенец                                             | Словакия                                          | 0-3                                               | -                                                 | Отборочные матчи ЧЕ-2013                          |
| 12                                                | 24 ноября 2011                                    | Ялта                                              | Украина                                           | 1-0                                               | -                                                 | Отборочные матчи ЧЕ-2013                          |
| 13                                                | 16 июня 2012                                      | Отепя                                             | Эстония                                           | 4-2                                               | -                                                 | Отборочные матчи ЧЕ-2013                          |
| 14                                                | 20 июня 2012                                      | Хельсинки                                         | Финляндия                                         | 0-4                                               | -                                                 | Отборочные матчи ЧЕ-2013                          |
| 15                                                | 15 сентября 2012                                  | Могилёв                                           | Украина                                           | 0-5                                               | -                                                 | Отборочные матчи ЧЕ-2013                          |
| 16                                                | 19 сентября 2012                                  | Могилёв                                           | Словакия                                          | 1-0                                               | -                                                 | Отборочные матчи ЧЕ-2013                          |
| 17                                                | 21 сентября 2013                                  | Борнмут                                           | Англия                                            | 0-6                                               | -                                                 | Отборочные матчи ЧМ-2015                          |
| 18                                                | 26 сентября 2013                                  | Кардифф                                           | Уэльс                                             | 0-1                                               | -                                                 | Отборочные матчи ЧМ-2015                          |
| 19                                                | 26 октября 2013                                   | Молодечно                                         | Черногория                                        | 3-1                                               | -                                                 | Отборочные матчи ЧМ-2015                          |
| 20                                                | 10 апреля 2014                                    | Никшич                                            | Черногория                                        | 7-1                                               | 1                                                 | Отборочные матчи ЧМ-2015                          |
| 21                                                | 14 июня 2014                                      | Минск                                             | Англия                                            | 0-3                                               | -                                                 | Отборочные матчи ЧМ-2015                          |
| 22                                                | 19 июня 2014                                      | Минск                                             | Уэльс                                             | 0-3                                               | -                                                 | Отборочные матчи ЧМ-2015                          |
| 23                                                | 2 августа 2014                                    | Киев                                              | Украина                                           | 0-8                                               | -                                                 | Отборочные матчи ЧМ-2015                          |
| 24                                                | 20 августа 2014                                   | Минск                                             | Украина                                           | 1-3                                               | -                                                 | Отборочные матчи ЧМ-2015                          |
| 25                                                | 17 сентября 2014                                  | Бурса                                             | Турция                                            | 0-3                                               | -                                                 | Отборочные матчи ЧМ-2015                          |
| 26                                                | 22 сентября 2014                                  | Рейкьявик                                         | Исландия                                          | 0-2                                               | -                                                 | Отборочные матчи ЧМ-2015                          |
| 27                                                | 19 октября 2015                                   | Крань                                             | Словения                                          | 0-3                                               | -                                                 | Отборочные матчи ЧЕ-2017                          |

Итого: 27 матчей / 1 гол; 10 побед, 2 ничьих, 15 поражений.